# Метод Сент-Лагю
Метод Сент-Лагю — один из способов распределения мандатов при пропорциональном представительстве, изобретённый французским математиком Андре Сент-Лагю (фр. André Sainte-Laguë). Применяется в ряде стран, таких, как Босния и Герцеговина, Германия, Латвия, Непал, Новая Зеландия, Норвегия, Швеция.
При использовании метода места распределяются последовательно, одно за другим. На каждом шаге очередное место присуждается той партии, которая обладает наибольшей квотой, вычисляемой по формуле:
{\displaystyle {\frac {V}{2s+1}}},
где {\displaystyle V} — общее количество голосов, поданных за партию, а {\displaystyle s} — количество мест, полученных партией к данному шагу.
После присуждения места квота партии пересчитывается с учётом нового количества полученных мест.
В некоторых странах, среди которых Непал, Норвегия и Швеция, применяется модифицированный метод Сент-Лагю. Суть модификации заключается в том, что при получении партией первого места её квота делится не на 3, а на 1,4. Введение подобного коэффициента увеличивает вес крупных партий и может лишить мандата партии, получившие слишком мало голосов; таким способом реализуется механизм, схожий с процентным барьером.

## Пример
Предположим, что в выборах в законодательный орган, состоящий из 10 депутатов, принимали участие три партии, набравшие 50, 42 и 19 тыс. голосов соответственно. По методу Сент-Лагю они получат 4, 4 и 2 мест соответственно. В таблице ниже продемонстрировано пошаговое применение метода. В каждой строке указаны квоты партий, наибольшая из них выделена жирным шрифтом.
| Место | Партия 1 | Партия 2 | Партия 3 |
| ----- | -------- | -------- | -------- |
| 1     | 50000    | 42000    | 19000    |
| 2     | 16666    | 42000    | 19000    |
| 3     | 16666    | 14000    | 19000    |
| 4     | 16666    | 14000    | 6333     |
| 5     | 10000    | 14000    | 6333     |
| 6     | 10000    | 8400     | 6333     |
| 7     | 7142     | 8400     | 6333     |
| 8     | 7142     | 6000     | 6333     |
| 9     | 5555     | 6000     | 6333     |
| 10    | 5555     | 6000     | 3800     |

Видно, что, в отличие от метода д’Ондта, метод Сент-Лагю не даёт преимуществ более крупным партиям. В данном примере все партии получили места пропорционально отданным за них голосам (45 %, 38 %, 17 %) с округлением до десятков процентов.